# Petko Slawejkow

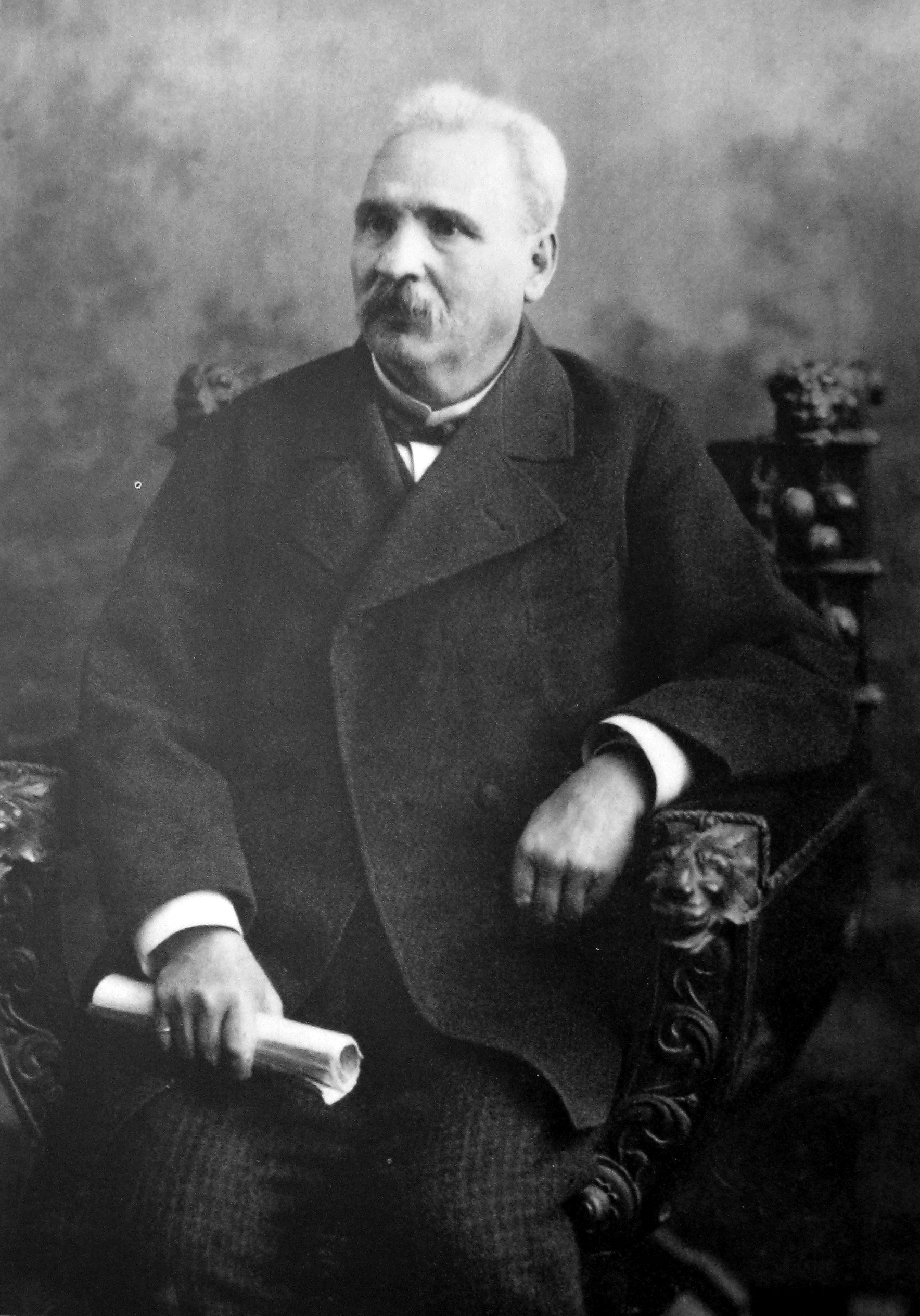
Petko Slawejkow

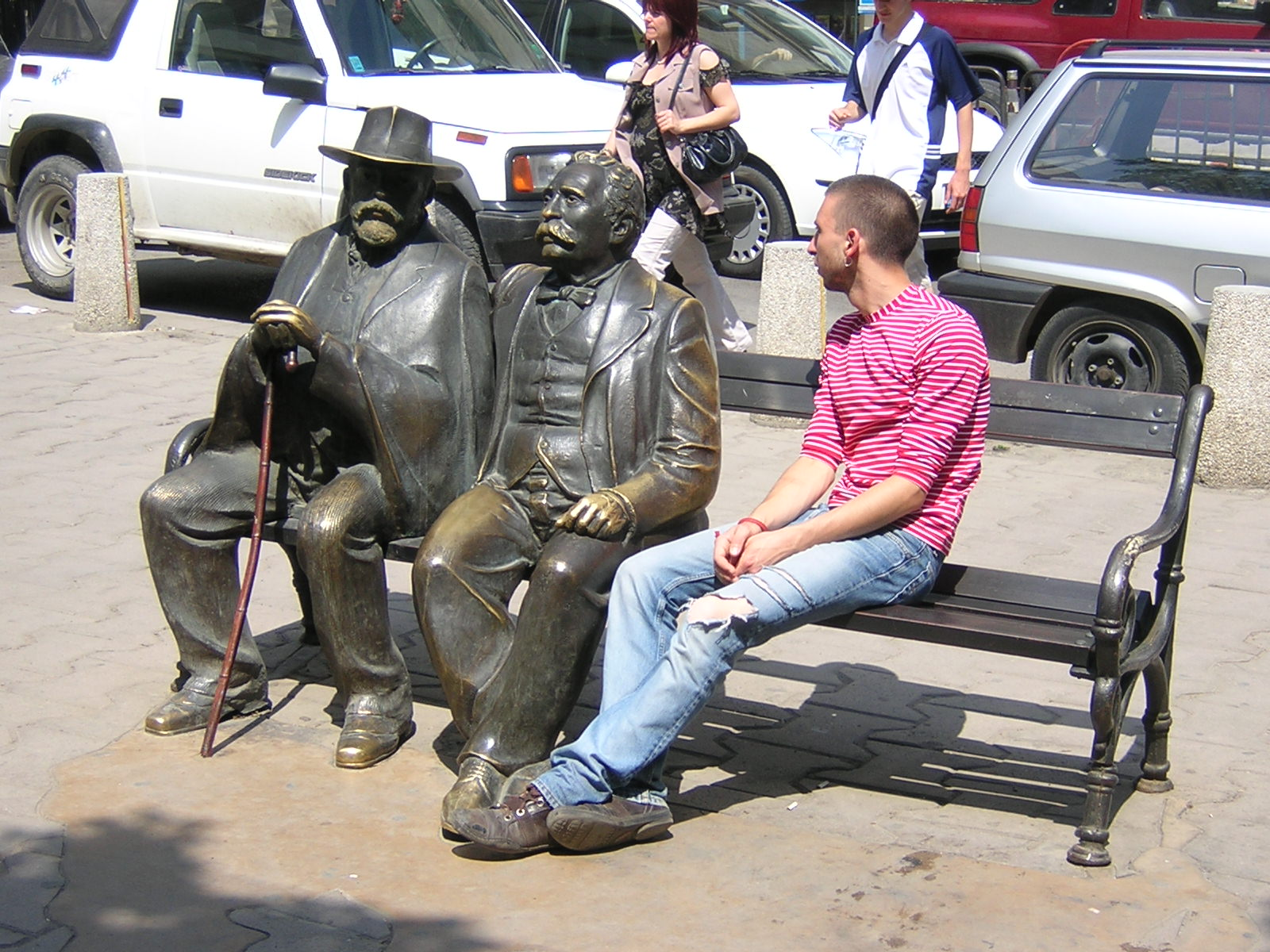
Denkmal für Petko und Pentcho Slawejkow am Slawejkow-Platz in Sofia. Bildhauer: Georgi Tschapkanov

Petko Ratschow Slawejkow (bulgarisch Петко Рачов Славейков, wissenschaftliche Transliteration Petko Račov Slavejkov; * 17. November 1827 in Tarnowo, damals Osmanisches Reich; † 13. Juli 1895 in Sofia, Bulgarien) war ein bulgarischer Schriftsteller, Politiker der Liberalen Partei und einer der Aktivisten der Bulgarischen Nationalen Wiedergeburt.

## Leben
Er wurde als Sohn eines Kesselschmiedes geboren. Von 1864 bis 1874 lebte er in Konstantinopel. Er gab mehrere Zeitungen heraus, so von 1863 bis 1867 die Zeitung Gajda und von 1866 bis 1872 die Zeitung Makedonija. Er veröffentlicht die erste bulgarische Kinderzeitschrift und die erst Frauenzeitschrift des Landes. Seine Gedichte und Poeme gelten als ein Höhepunkt der modernen bulgarischen Literatur.
Petko Slawejkow war zwischen 7. April 1880 und 10. Dezember 1880 Parlamentsvorsitzender, zwischen 10. Dezember 1880 und 29. Dezember 1880 Bildungsminister, zwischen 29. Dezember 1880 und 9. Mai 1881 sowie zwischen 11. Juli 1884 und 12. Februar 1885 Innenminister des Fürstentums Bulgarien.
Petko Slawejkow hatte insgesamt acht Kinder, darunter die späteren Politiker Iwan Slawejkow und Christo Slawejkow, der Publizist Ratscho Slawejkow und der Dichter Pentscho Slawejkow. Nach ihm ist seit 2006 der Slaveykov Peak benannt, ein Berg auf Smith Island in der Antarktis.